# Centre suisse d'électronique et de microtechnique
Pour les articles homonymes, voir CSEM.
Le CSEM (Centre suisse d'électronique et de microtechnique) est un centre de recherche et développement basé en Suisse, actif dans la micro-fabrication de précision, la numérisation et l'énergie durable. Le CSEM est une courroie de transmission entre les mondes académiques et industriels. C’est une usine à idées, un pôle d’excellence technologique, un vecteur de soutien à l’innovation et un accélérateur de la transformation numérique, au service des entreprises. Le siège social de l'organisation est situé à Neuchâtel en Suisse.

## Histoire
Le Centre suisse d'électronique et de microtechnique est créé en 1984, fusion de trois instituts neuchâtelois, le Centre électronique horloger (CEH), la Fondation suisse pour la recherche en microtechnique (FSRM) et le Laboratoire suisse de recherches horlogères (LSRH).

## Histoire de son expansion géographique
Au fil des ans, le CSEM a étendu sa présence et ses activités en créant plusieurs centres de recherche.

### Site de Zurich
En 1997, le CSEM intègre dans son organisation les anciens laboratoires de micro-optique de l'Institut Paul Scherrer à Zurich, en Suisse. Cette intégration a permis au CSEM d'élargir son offre technologique tout en renforçant sa présence en Suisse.

### Site d'Alpnach
En 2001, CSEM lance un nouveau centre de recherche, CSEM Alpnach, à Alpnach, en Suisse. Le centre se concentre principalement sur le développement d'interactions et de synergies dans le domaine de la microrobotique.

### Observatoire de Neuchâtel
En 2007, CSEM intègre l'Observatoire de Neuchâtel au sein de son organisation,. L'objectif principal de cette intégration était d'associer le laboratoire de fréquence et de temps de l'observatoire à l'Université de Neuchâtel et de poursuivre les activités de recherche fondamentale et appliquée.

### Site de Landquart
En 2007, CSEM établit un autre centre de recherche, CSEM Landquart, à Landquart, en Suisse. Ce centre a reçu le soutien du gouvernement cantonal des Grisons et s'est concentré sur le développement de nouvelles technologies et compétences en nanomédecine, tout en contribuant au tissu économique de la vallée du Rhin alpin.

### Site d'Allschwil (précédemment ouvert à Muttenz)
En 2022, CSEM a déménagé son site de Bâle, précédemment ouvert à Muttenz en 2011, au sein du Parc de l'Innovation Suisse à Allschwil, en Suisse,.
Cette décision visait à dynamiser les activités de CSEM dans le domaine des sciences de la vie.

### Site de Berne
Également en 2022, CSEM a ouvert un nouveau bureau à Berne, en Suisse, situé à proximité de l'Hôpital Universitaire de Berne. Le but de ce bureau était d'élargir davantage les activités de CSEM dans le domaine de la santé numérique, en mettant l'accent sur les dispositifs médicaux portables.

## Anciens directeurs du CSEM
| 1984 - 1990 | Max Forrer        | († 2019) |
| 1990 - 1997 | Peter Pfluger     |          |
| 1997 - 2009 | Thomas Hinderling | († 2011) |
| 2009 - 2021 | Mario El-Khoury   |          |

Depuis mars 2021, Alexandre Pauchard dirige le CSEM.

## Mission
Le CSEM est reconnu par le gouvernement suisse comme établissement de recherche d'importance nationale au sens de la Loi fédérale sur l'encouragement de la recherche de l'innovation (article 15.c). Il a pour mission de développer des technologies et de les transférer à l'industrie suisse pour en garantir la compétitivité.

## Gouvernance
Entreprise privée à but non lucratif, le CSEM est dirigé par les trois entités de gouvernance suivantes :
- Conseil d’administration: le CSEM est présidé par Andreas Rickenbacher qui succède à Claude Nicollier, qui a quitté ses responsabilités après seize ans (de 2007 à 2023)[20]
- Comité de direction: le CSEM est dirigé par Alexandre Pauchard
- Comité scientifique consultatif

## Distinctions et récompenses
- En 2021, la technologie de "peau personnalisée à la demande" développée par l'entreprise et CUTISS AG a reçu le 3e prix dans la catégorie "Impact délivré" lors du prestigieux Prix de l'innovation EARTO[21]. Cette technologie automatisée permet la production de grandes greffes de peau issues de la bio-ingénierie.

- L'entreprise a été reconnue pour ses avancées technologiques dans le domaine de la surveillance optique de la pression artérielle, en remportant la deuxième place au EARTO Innovation Awards 2020[22]. Cette technologie permet de surveiller la pression artérielle de manière continue et sans utiliser de brassard.
- En 2020, Jean-Dominique Decotignie a été distingué en devenant membre à vie de l’IEEE en reconnaissance de son engagement dans le développement des réseaux de capteurs sans fil en temps réel, en mettant l'accent sur les applications critiques pour la sécurité.
- Elle a également été récompensée par le Prix Hermès de l'innovation en 2017[23],[24] pour ses efforts visant à améliorer la qualité de vie des individus et de la société grâce à l'introduction et au développement de produits innovants.
- Le CSEM et l'ONERA (Office National d'Études et de Recherches Aérospatiales) ont été conjointement honorés du Trophée de l'innovation de la CCIFS 2016[25],[26] pour leur développement de peinture sensible à la pression utilisée dans les souffleries transsoniques pour améliorer la sécurité et les performances des aéronefs.
- Christophe Ballif a reçu le Prix Becquerel en 2016[27],[28] pour sa contribution exceptionnelle à la recherche sur les technologies solaires.
- En 2016, Nico de Rooij a été élu MNE Fellow[29] pour ses contributions exceptionnelles dans le domaine des MEMS (MicroElectroMechanical Systems)